# بيلي مورغان (لاعب كرة قدم بريطاني)
بيلي مورغان (بالإنجليزية: Billy Morgan)‏ (16 ديسمبر 1896 في المملكة المتحدة - 1993) هو لاعب كرة قدم بريطاني (وحمل سابقاً جنسية المملكة المتحدة لبريطانيا العظمى وأيرلندا) في مركز نصف الجناح. لعب مع نادي بيرنلي.